# Ižora
Ižora (rusky Ижóра, finsky  Inkereenjoki) je řeka v Rusku, která je levostranným přítokem Něvy. Je dlouhá 76 km a její povodí má rozlohu okolo 1000 km². Maximální šířka dosahuje šedesáti metrů a maximální hloubka čtyř metrů.
Řeka pramení nedaleko vesnice Skvoricy na Ižorské vysočině v nadmořské výšce 93 metrů. Protéká Leningradskou oblastí a Kolpinským rajónem města Petrohradu. Při ústí do Něvy se nachází sídlo Usť-Ižora. Ižora má více než dvě stovky přítoků, z nichž však jen devět přesahuje délku 10 km. Hlavními zdroji vody jsou podzemní prameny a dešťové nebo sněhové srážky. V důsledku intenzivní hospodářské činnosti je kvalita vody nízká.
Podle řeky je pojmenován strojírenský podnik Ižorské závody v Kolpinu. V roce 1420 se na březích konala bitva na Něvě, bojovalo se tu i v době obležení Leningradu. V kraji okolo řeky žijí Ižorové.